# Kunbir consobrina
Kunbir consobrina är en skalbaggsart som beskrevs av Holzschuh 1999. Kunbir consobrina ingår i släktet Kunbir och familjen långhorningar. Inga underarter finns listade i Catalogue of Life.